# Copa de Naciones del Golfo de 1998
La Copa de Naciones del Golfo de 1998, oficialmente 14ta Copa del Golfo Arábigo (en inglés: 14th Arabian Gulf Cup; y en árabe: كأس الخليج العربي 14‎), fue la decimocuarta edición de la Copa de Naciones del Golfo, torneo de fútbol a nivel de selecciones nacionales organizado por la Unión de Asociaciones de fútbol árabes (UAFA). Se llevó a cabo en Baréin, del 30 de octubre al 12 de noviembre de 1998, y contó con la participación de 6 seleccionados nacionales masculinos.
La selección de Kuwait se quedó con el título del certamen por segunda vez consecutiva, y por novena vez en su historia. Alcanzó la consagración en la última jornada, tras golear por 4-1 a Emiratos Árabes Unidos y superar la línea de Arabia Saudita, que por entonces llevaba el liderato de la competición.

## Sede
Todos los partidos se disputaron en el Estadio Nacional de Baréin, en la ciudad de Riffa.
| Riffa                       |
| --------------------------- |
| Gobernación Sur (UTC+03:00) |
| Estadio Nacional            |
| Capacidad: 30 000           |
|                             |

## Formato
Las 6 selecciones participantes se enfrentaron bajo el sistema de todos contra todos, a una sola rueda, de manera tal que cada una de ellas disputó cinco partidos. Los puntos se computaron a razón de 3 —tres— por partido ganado, 1 —uno— en caso de empate y 0 —cero— por cada derrota.

## Equipos participantes
| Equipos participantes | Equipos participantes  | Equipos participantes |
| --------------------- | ---------------------- | --------------------- |
| Arabia Saudita        | Catar                  | Kuwait                |
| Baréin                | Emiratos Árabes Unidos | Omán                  |

## Resultados y posiciones
| Selección              | Pts | PJ | PG | PE | PP | GF | GC | Dif |
| ---------------------- | --- | -- | -- | -- | -- | -- | -- | --- |
| Kuwait                 | 12  | 5  | 4  | 0  | 1  | 18 | 5  | 13  |
| Arabia Saudita         | 11  | 5  | 3  | 2  | 0  | 5  | 2  | 3   |
| Emiratos Árabes Unidos | 7   | 5  | 2  | 1  | 2  | 5  | 7  | –2  |
| Omán                   | 4   | 5  | 1  | 1  | 3  | 6  | 12 | –6  |
| Baréin                 | 3   | 5  | 0  | 3  | 2  | 3  | 6  | –3  |
| Catar                  | 3   | 5  | 0  | 3  | 2  | 3  | 8  | –5  |

| 30 de octubre de 1998 | Emiratos Árabes Unidos | 1:0 (1:0) | Baréin | Estadio Nacional, Riffa      |                              |
|                       | Mohammed 40'           | Reporte   |        | Árbitro(s): Omer Al Mehannah | Árbitro(s): Omer Al Mehannah |

| 30 de octubre de 1998 | Kuwait         | 1:2 (0:1) | Arabia Saudita    | Estadio Nacional, Riffa |  |
|                       | Al-Khodari 60' | Reporte   | Al-Dosari 5', 73' |                         |  |

| 31 de octubre de 1998 | Omán                           | 2:1 (1:1) | Catar      | Estadio Nacional, Riffa |  |
|                       | Al-Mazroa'ai 23' · Mubarak 69' | Reporte   | Khamis 25' |                         |  |

| 2 de noviembre de 1998 | Kuwait                                           | 6:2 (3:1) | Catar                    | Estadio Nacional, Riffa        |                                |
|                        | Al-Huwaidi 7', 28', 37', 56', 90' · Abdullah 50' | Reporte   | Hassan 22' · Mustafa 80' | Árbitro(s): Vítor Melo Pereira | Árbitro(s): Vítor Melo Pereira |

| 2 de noviembre de 1998 | Arabia Saudita  | 1:1 (1:1) | Baréin       | Estadio Nacional, Riffa |  |
|                        | Al-Thunayan 30' | Reporte   | Mohammed 45' |                         |  |

| 3 de noviembre de 1998 | Emiratos Árabes Unidos                 | 3:2 (1:0) | Omán             | Estadio Nacional, Riffa |  |
|                        | Mohammed 37' · Juma'a 51' · Mattar 82' | Reporte   | Chaaben 73', 80' |                         |  |

| 5 de noviembre de 1998 | Catar | 0:0     | Emiratos Árabes Unidos | Estadio Nacional, Riffa |  |
|                        |       | Reporte |                        |                         |  |

| 5 de noviembre de 1998 | Omán | 0:1 (0:0) | Arabia Saudita | Estadio Nacional, Riffa |  |
|                        |      | Reporte   | Al-Dosari 78'  |                         |  |

| 6 de noviembre de 1998 | Kuwait                  | 2:0 (2:0) | Baréin | Estadio Nacional, Riffa |  |
|                        | Laheeb 38' · Sakeen 45' | Reporte   |        |                         |  |

| 8 de noviembre de 1998 | Catar | 0:0     | Baréin | Estadio Nacional, Riffa |  |
|                        |       | Reporte |        |                         |  |

| 8 de noviembre de 1998 | Arabia Saudita | 1:0 (1:0) | Emiratos Árabes Unidos | Estadio Nacional, Riffa |  |
|                        | Al-Fuhaid 18'  | Reporte   |                        |                         |  |

| 9 de noviembre de 1998 | Kuwait                                                     | 5:0 (1:0) | Omán | Estadio Nacional, Riffa        |                                |
|                        | Al-Huwaidi 35', 86' · Haji 53' · Abdullah 81' · Sakeen 83' | Reporte   |      | Árbitro(s): Vítor Melo Pereira | Árbitro(s): Vítor Melo Pereira |

| 11 de noviembre de 1998 | Catar | 0:0     | Arabia Saudita | Estadio Nacional, Riffa      |                              |
|                         |       | Reporte |                | Árbitro(s): Manuel Díaz Vega | Árbitro(s): Manuel Díaz Vega |

| 12 de noviembre de 1998 | Kuwait                                      | 4:1 (2:0) | Emiratos Árabes Unidos | Estadio Nacional, Riffa |                        |
|                         | Haji 20' · Sakeen 37' · Al-Huwaidi 64', 70' | Reporte   | Suhail 55'             | Árbitro(s): Marc Batta  | Árbitro(s): Marc Batta |

| 12 de noviembre de 1998 | Baréin                  | 2:2 (2:2) | Omán                       | Estadio Nacional, Riffa |                         |
|                         | Yousef 16' · Jassim 42' | Reporte   | Khamis 13' · Al-Dhabit 22' | Árbitro(s): Juma Al-Ali | Árbitro(s): Juma Al-Ali |

|                   |
| Bandera de Kuwait |
| Campeón           |
| Kuwait            |
| 9.º título        |

## Estadísticas

### Goleadores
| Jugador          | Selección              | Goles |
| ---------------- | ---------------------- | ----- |
| Jasem Al-Huwaidi | Kuwait                 | 9     |
| Obeid Al-Dosari  | Arabia Saudita         | 3     |
| Esam Sakeen      | Kuwait                 | 3     |
| Bashar Abdullah  | Kuwait                 | 2     |
| Majdi Chaaben    | Omán                   | 2     |
| Bader Haji       | Kuwait                 | 2     |
| Adel Mohammed    | Emiratos Árabes Unidos | 2     |

### Mejor jugador
| Jugador    | Selección |
| ---------- | --------- |
| Bader Haji | Kuwait    |

### Mejor guardameta
| Jugador           | Selección      |
| ----------------- | -------------- |
| Mohamed Al-Deayea | Arabia Saudita |